# Tre ragazze viennesi
Tre ragazze viennesi (Drei tolle Mädels) è un film del 1942 diretto da Giuseppe Fatigati e Hubert Marischka.

## Trama
Tre attrici teatrali viennesi, in viaggio con la loro amministratrice, capitano nel castello di un anziano barone, il quale molti anni prima fu l'amante dell'amministratrice. Qui si fingono figlie di costui, causandogli imbarazzo di fronte alla servitù e al figlio Pietro. Quest'ultimo, conoscendo la vera identità delle ragazze, si finge maggiordomo per scoprire il loro vero intento. Quando, poco dopo, vien fuori la verità, le ragazze confessano di essersi trattato soltanto di uno scherzo. Pietro, dal canto suo, confessa a una di esse di essersi innamorato di lei e di volerla sposare; le altre due, invece, si legano sentimentalmente a due amici di Pietro. Sentendosi solo, l'anziano aristocratico chiede quindi alla sua amante di un tempo di sposarlo.

## Produzione
Prodotto dalla Itala Film, il film è stato girato al Centro Sperimentale di Cinematografia a Roma. Mentre gli attori sono tutti di origine tedesca, la troupe è interamente italiana.

## Distribuzione
Passato in censura n. 31648 del 19 agosto 1942, venne distribuito in Italia dalla Generalcine nel settembre 1942, uscì in Germania il 23 dicembre 1943 distribuito dalla Siegel-Monopolfilm.

## Critica
(Giuseppina Setti, Il Lavoro, 6/9/1942))
(Diego Calcagno, Film, 19/9/1942)